# 18XX-Reihe
Der Begriff 18XX bezeichnet eine ganze Reihe von Eisenbahnwirtschaftssimulationen, die als Brettspiele erschienen sind. Die jeweiligen Spiele versuchen auf den nationalen Landkarten die Entstehungsgeschichte der jeweiligen Eisenbahnnetze mehr oder weniger genau zu simulieren.

## Veröffentlichungen der verschiedenen Varianten

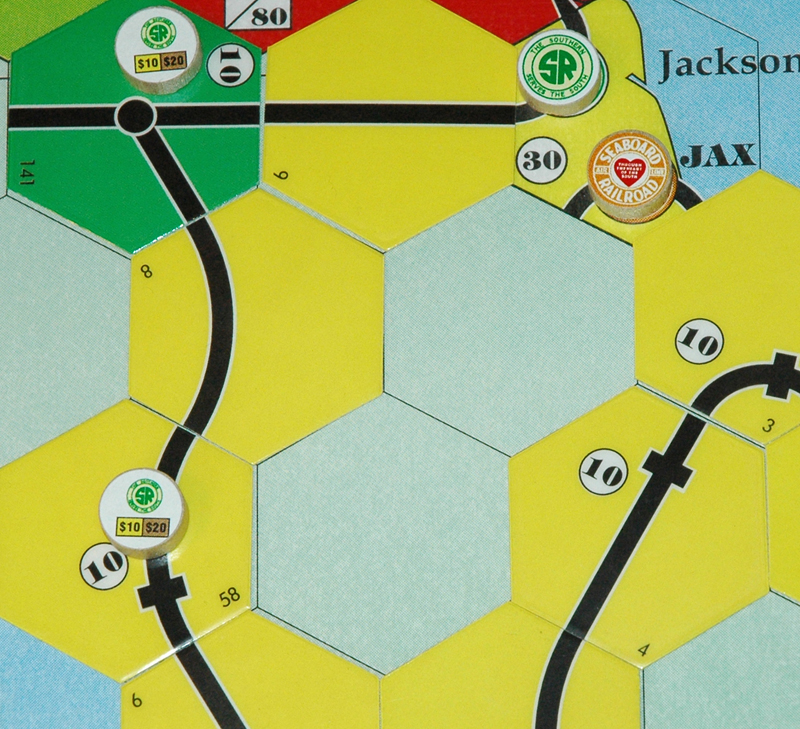
Kartenausschnitt von 18FL

Die 18XX-Serie entwickelte sich chronologisch betrachtet aus dem von dem Engländer Francis G. Tresham entwickelten und 1974 in seinem Verlag Hartland Trefoil erschienenen Spiel 1829, welches die Entstehungsgeschichte der Eisenbahn im Süden von Großbritannien darstellt. 1981 erschien 1829 dann mit einer Karte von Nordengland und Schottland. 1829 ist ein Bauspiel, dessen Schwerpunkt auf dem Bau und dem Betrieb eines Eisenbahnnetzes liegt. Als Nächstes folgte 1986 beim US-amerikanischen Verlag Avalon Hill das Spiel 1830: Railroads & Robber Barons, welches den Bau der Eisenbahn im Nordosten der Vereinigten Staaten von Amerika und Südosten Kanadas darstellt. 1830 ist, obwohl Eisenbahn das Grundthema ist, vor allem eine sehr harte Wirtschafts- und Börsensimulation.
Im Jahr 1989 veröffentlichte Tresham dann die Indienvariante 1853, und 1990 erschien in Deutschland beim Hans im Glück Verlag mit 1835 eine Deutschlandvariante, die nicht von Tresham selbst entwickelt wurde.
Nach und nach folgten verschiedene weitere Varianten von verschiedenen Spieleverlagen, die jeweils den Bau der nationalen oder regionalen Eisenbahnnetze simulieren. Der Variantenreichtum der Serie ist unter anderem darauf zurückzuführen, dass Spieler unterschiedlicher Nationalität durch das Nachspielen der Grundvarianten animiert wurden, für die Eisenbahngeschichte ihres eigenen Landes ebenfalls ein Spiel zu entwerfen. Oftmals werden diese zusätzlichen Varianten von den jeweiligen Autoren auch nur im Eigenverlag in sehr kleinen Auflagen vertrieben und sind daher nur schwer oder zum Teil nicht mehr erhältlich.
Schon mit den beiden ersten Varianten (1829 und 1830) der Serie war der Spannungsbogen der gesamten 18XX-Serie vorgezeichnet. Alle 18XX-Spiele lassen sich grob in Spiele mit Schwerpunkt auf die Bautätigkeit (lineare Entwicklung der Aktienkurse in Abhängigkeit von den Einfahrergebnissen 1829) oder Spiele mit Schwerpunkt auf den Aktienmarkt (Aktienhandel und Sonderfunktionen am Aktienmarkt, das Einfahrergebnis spielt dabei weiterhin eine wichtige Rolle 1830) unterteilen.
Zwischen diesen beiden Extremen gibt es eine Vielzahl von 18xx-Varianten, in deren Spielanlage eine Mischung aus beidem Einzug gehalten hat.
Mit 18C2C ist ein Spiel entstanden, das die komplette USA-Karte darstellt und mit 34 Linien, einer Brettgröße von 1,70 m × 0,92 m und einer Spielzeit von ca. 11 Stunden das Spielprinzip auf die Spitze treibt.

## Grundsätzlicher Spielablauf
Im Wesentlichen haben die verschiedenen Spiele einen ähnlichen Spielablauf, der aber teilweise stark bei den einzelnen Spielen variiert. Hier werden die Grundzüge der 18XX-Spiele beschrieben.

### Spielstart und -ende
Jeder Spieler erhält am Anfang einen Geldbetrag, ein bestimmter Geldbetrag bleibt anfangs in der Bank. Geht ein Spieler bankrott, scheidet er aus bzw. das Spiel endet; normalerweise endet das Spiel, wenn das Geld der Bank verbraucht ist. Ziel des Spiels ist es am Ende das meiste Geld zu haben. Hierfür werden auch die Kurswerte der Aktien, die die Spieler besitzen, hinzugezählt.
Nachdem der Startspieler und die Sitzreihenfolge ermittelt wurde, findet im Spiel abwechselnd eine Aktienrunde und eine Operationsrunde statt. Im Laufe des Spiels wird die Anzahl der Operationsrunden erhöht, sodass jeweils nach einer Aktienrunde zwei oder drei Operationsrunden durchgeführt werden.
In der Aktienrunde führen die Spieler Aktionen durch, in der Operationsrunde die Bahngesellschaften. Derjenige, der die meisten Anteile an einer Bahngesellschaft hat, wird Direktor und führt die Operationsrunde für die Bahngesellschaft aus.
Das Spiel kann mit Eintritt eines der nachfolgenden Ereignisse enden:
1. Ein Spieler kann im Rahmen eines Notkaufs einer Lok (mehr dazu siehe im Lokbetrieb) den Kauf nicht finanzieren und geht damit Bankrott.
2. Eine Aktie erreicht den höchsten verfügbaren Aktienkurs und kann nicht mehr weiter steigen
3. Die Bank ist nicht mehr in der Lage, Einfahrergebnisse oder Aktienerlöse an Spieler oder Gesellschaften auszuzahlen.

In Abhängigkeit von der gespielten Variante endet das Spiel dann meistens nach der aktuellen Operationsrunde.

### Aktienrunde
Beginnend mit dem Startspieler darf reihum jeder Spieler eine Aktie von der Bank zum Ausgabepreis oder aus dem Bank-Pool zum derzeitigen Aktienkurs kaufen. Außerdem dürfen mehrere Aktien zum derzeitigen Aktienkurs in den Bank-Pool verkauft werden. Wurde eine Aktie einer Gesellschaft verkauft, darf in dieser Aktienrunde von dem Spieler keine Aktie dieser Bahngesellschaft mehr gekauft werden.
Das geschieht solange, bis alle Spieler hintereinander einmal nicht gekauft haben (z. B. bei 1835) bzw. alle Spieler hintereinander gepasst haben (z. B. bei 1830). Bei der nächsten Aktienrunde wird dann derjenige neuer Startspieler, welcher in dieser Folge zuerst keine Aktie gekauft bzw. gepasst hat.
Bei jedem Aktienverkauf sinkt der Aktienkurs; wenn am Ende einer Aktienrunde von einer Gesellschaft keine Aktien bei der Bank oder im Bank-Pool sind, steigt der Kurs. Es dürfen sich nie mehr als 50 % der Aktien einer Gesellschaft im Bank-Pool befinden.

#### Privatgesellschaften
Am Anfang des Spiels werden (kleinere) Privatgesellschaften aus der Bank in einer Startauktion versteigert. Im Gegensatz zu den Aktiengesellschaften liefern sie ein konstantes Einkommen, operieren dafür nicht in der Operationsrunde. Privatgesellschaften unterliegen je nach Variante bestimmten Regeln, die einen Kauf der Privatbahnen durch die Aktiengesellschaften zulassen oder ausschließen. Je nach Variante bringen diese Privatgesellschaften bestimmte Vorzugsaktien großer Gesellschaften oder Sondereigenschaften mit sich. Diese Sondereigenschaften können von den Eignern (Spieler oder Aktiengesellschaft) in den Operationsrunden genutzt werden.

#### Preußische Vorbahnen/Kleinbahnen
In einigen Varianten (1835/18EU/1880) gibt es weitere Gesellschaften, die im Verlauf des Spiels zu großen Gesellschaften umgewandelt oder fusioniert werden. Diese Gesellschaften werden durch einen 100 %-Aktienanteil in Hand eines Spielers repräsentiert. Der Spieler führt die Bahn analog einer großen Aktiengesellschaft, die Ergebnisse werden zumeist als 50/50-Ausschüttung (50 % für den Direktor, 50 % für die Gesellschaft) verteilt.

#### Weitere Vorbahnen/Lokalbahnen
Analog dem Konzept der preußischen Vorbahnen in 1835 gibt es bei 1844 ebenfalls Vorläuferbahnen, die allerdings im Gegensatz zum Vorbild am Aktienmarkt handelbar sind und mit mehreren Anteilsscheinen ausgestattet sind.
In 1854 wird das Konzept der Vorbahnen zu Lokalbahnen auf einer eigenen Karte erweitert. Diese Vorbahnen fusionieren im späteren Spielverlauf miteinander und agieren ab einer bestimmten Phase nur noch auf der Hauptkarte, das lokale Streckennetz wird nicht mehr weiterentwickelt.

#### Zeitlicher Verlauf
Nach dem Verkauf der Privatgesellschaften werden nicht sofort alle Bahngesellschaften zum Verkauf angeboten. Die Aktien der verschiedenen Gesellschaften kommen erst nach und nach in den Handel. Dadurch wird der historische zeitliche Verlauf der Inbetriebnahmen nachempfunden.

#### Inbetriebnahme von Aktiengesellschaften
Die erste verkaufte Aktie einer Aktiengesellschaft ist die Direktoraktie. Während Aktien üblicherweise 10-%-Anteile der Gesellschaft darstellen, entspricht die Direktoraktie meistens einem 20 %-Anteil. Sobald ein Mindestanteil einer Aktiengesellschaft verkauft wurde (oft 50 % oder 60 %), geht die Gesellschaft in Betrieb und wird mit dem Geld der Aktienverkäufe der Bank ausgestattet. Der Direktor übernimmt die Verwaltung der Gesellschaft und agiert dann in der Operationsrunde für diese. Bei der Inbetriebnahme wird ein Heimatbahnhof errichtet, indem auf den Spielplan in die Heimatstadt der Aktiengesellschaft ein Bahnhofsmarker gesetzt wird. Durch die Inbetriebnahme einer Gesellschaft wird meist eine weitere Aktiengesellschaft zum Verkauf angeboten.

#### Direktorwechsel
Hält jemand im Verlauf des Spiels mehr Aktien an einer Gesellschaft als der Direktor, so erhält dieser die Direktoraktie und wird neuer Direktor der Gesellschaft.

### Operationsrunde
In jeder Operationsrunde erhalten die Besitzer der Privatbahnen ihr festes Einkommen.
Falls vorhanden, agieren dann die Kleinbahnen/Vorpreußischen Gesellschaften in einer festgelegten Reihenfolge. Der Direktor entscheidet, was die Gesellschaft an Aktionen ausführt. Die Aktionen sind mit Ausnahme der letzten beiden Aktionen dieselben wie die Aktionen der Aktiengesellschaften.
Anschließend agieren die in Betrieb genommenen Aktiengesellschaften in der Reihenfolge der Aktienkurse. Der Direktor entscheidet jeweils, was die Gesellschaft macht. Der Direktor darf
1. ein oder zwei Gleisteile legen
2. einen Bahnhof errichten
3. die vorhandenen Loks betreiben
4. Einfahrergebnis ausschütten oder einbehalten
5. Loks kaufen
6. Aktienanteile kaufen oder verkaufen (nicht in jeder Variante)
7. Anleihen zurückzahlen (nicht in jeder Variante)

Manche Dinge kosten Geld, die aus dem Betriebskapital der Gesellschaft bezahlt werden; ist nicht genügend Geld vorhanden, so kann der Direktor mit seinem (Privat-)Kapital das für den Kauf fehlende Geld hinzuschießen. Eine direkte Einzahlung in das Betriebskapital ist nicht möglich.

#### Spielphasen
Je nach Variante gibt es eine unterschiedliche Anzahl von Phasen, wobei die Grundidee beibehalten wurde. Der grundlegende Spielablauf einer Operationsphase ist in allen Phasen gleich, es unterscheiden sich bei den meisten Varianten die Anzahl der Operationsrunden zwischen den Aktienrunden in Abhängigkeit von der jeweiligen Spielphase. Ein Phasenwechsel wird durch die Verfügbarkeit oder den Erwerb einer neuen Lokgeneration gemeinhin eingeleitet. Die Phasen werden entweder nach der Leitlok (die Lok, die den Phasenwechsel einleitet) oder der Plättchenfarbe (gelb, grün, braun, grau) benannt. Ein Phasenwechsel kann Auswirkungen auf die Weiterverwendung bisheriger Loks haben. (Zum Beispiel kann der Einsatz der ersten 4er Lok die 2er-Startloks aus dem Spiel entfernen.)

#### Gleisteile legen
Der Spielplan zeigt eine Landkarte, die in einer hexagonalen Darstellung erscheint. In einigen der Sechsecke (Hexfelder) sind Kreise vorhanden, die (größere) Städte darstellen. Hier können Bahnhöfe errichtet werden. In anderen Sechsecken sind Punkte vorhanden, die Haltepunkte (kleinere Städte) darstellen.
Am Anfang des Spiels können nur einfache Gleise (gelbe Plättchen) auf die leeren Sechsecke gelegt werden. Ab einem bestimmten Zeitpunkt des Spiels können komplexere Gleise (grüne Plättchen) die gelben Plättchen ersetzen. Später dann können noch komplexere Gleise (braune Plättchen) dann die grünen ersetzen. Die braunen Plättchen wiederum können bei einigen Varianten durch graue Plättchen als letzte Stufe ersetzt (hochgerüstet) werden.
Gleise auf Flüssen oder Gebirgen sind auf der Grundkarte eingezeichnet und kosten bei der Bebauung des Hexfeldes Geld, welches aus dem Betriebskapital zu entrichten ist.
Die gelegten Plättchen müssen von einem der Bahnhöfe der Gesellschaft, die dieses Plättchen legen möchte, erreichbar sein. Dabei gibt es enggefasste oder großzügige Regelungen. Die enggefasste Regelung schreibt vor, dass auch beim Austausch eines Plättchens die operierende Gesellschaft alle neuen Streckenteile ohne Richtungswechsel befahren kann.
Bei den 1829-Varianten gibt es noch die sogenannten Bauzüge, die eine Gleisbauaktion vorbereiten.
Die Anzahl der Gleisteile, die pro Operationsrunde eingesetzt werden können, ist von Variante zu Variante verschieden. Standardmäßig gilt, dass pro Runde ein Gleisteil neu gelegt oder ein bestehendes Gleisteil durch ein Teil einer anderen Farbe (gelb durch grün, grün durch braun, braun durch grau) ersetzt werden kann. Das Ersetzen des bestehenden Teiles darf nur erfolgen wenn alle bestehenden Verbindungen erhalten werden. Es darf des Weiteren keine Strecke über den Rand der Karte oder in ein Gebiet der Umrandung zeigen, auf dem kein Gleisteil abgebildet ist.
Bei den auf der Grundkarte verzeichneten Bahnhöfen gibt es als Besonderheit die sogenannten Grenzbahnhöfe (Off-Board-Areas, oder Off-Board-Stations). Diese Bahnhöfe unterliegen einer Progression (oder Degression) des zu erzielenden Einfahrergebnisses in Abhängigkeit von der aktuellen Phase des Spiels. Als Beispiel sei 1835 genannt, dort gibt es das Off-Board-Gebiet Elsass-Lothringen, das nur in einer Phase, historisch betrachtet 1871–1918, angefahren werden kann und somit der anfahrenden Gesellschaft Einnahmen bringt. Diese Off-Board-Areas können nicht mit Gleisteilen belegt werden.
Jedes Spiel bringt eine Übersicht über die vorhandenen Gleisteile in den jeweiligen Farben, und eine Tabelle mit den möglichen Austauschplättchen mit.

#### Bahnhof errichten
Der Direktor kann bei Vorhandensein freier Bahnhofsmarker (Pöppel) und gültiger Strecke, d. h., der freie Bahnhof kann von einem anderen Bahnhof seiner Gesellschaft erreicht werden, in den freien Bahnhof einen Bahnhofsmarker legen und damit den Bahnhof für seine Gesellschaft als Ziel- oder Startbahnhof nutzen.

#### Loks betreiben
Die Gesellschaft kann nun ausgehend von einem Bahnhof entsprechend dem Loktyp und der Lokklasse eine Anzahl von Bahnhöfen in einem gedachten Zug anfahren. Das Einfahrergebnis ergibt sich aus dem Wert der angefahrenen Bahnhöfe pro Lok. Dabei darf in einer Operationsrunde von verschiedenen Loks ein und derselben Gesellschaft kein Gleisabschnitt (außer Bahnhöfen und Kreuzungen) doppelt befahren werden.

#### Einfahrergebnisse realisieren
Die durch die Loks erzielten Einfahrergebnisse können nach Willen des Direktors, entweder an die Aktionäre ausgegeben werden, oder eingespart werden. Werden die Einfahrergebnisse als Dividende ausgeschüttet, kann sich der Aktienkurs positiv entwickeln. Es gibt auch hier wieder von Variante zu Variante eine Vielfalt von Auswirkungen: Meistens reicht eine minimale Dividende, damit sich der Aktienkurs positiv entwickelt, aber es gibt auch Varianten, bei denen größere Steigungen möglich sind, oder Varianten, bei denen das Einfahrergebnis höher sein muss als der Aktienkurs, damit sich der Kurs positiv entwickelt.
Gemeinhin führt ein Einbehalten der Dividende durch die Gesellschaft zu einem Kursverfall. Trotzdem kann ein Einsparen sinnvoll sein, um zum Beispiel mit dem gewonnenen direkten Betriebskapital eine neue Lok zu finanzieren.

#### Loks kaufen
Die Direktoren können Loks von der Bank in der Reihenfolge des Erscheinens kaufen. Ein Lokkauf kann einen Phasenwechsel hervorrufen und damit z. B. alte Loks der Verschrottung zuführen, oder andere Aktionen ermöglichen je nach Variante.
Eine Gesellschaft ist verpflichtet, am Ende einer Operationsrunde eine Lok (allgemein gesprochen, bei einigen Varianten gilt diese Pflicht nur wenn die Gesellschaft eine gültige Strecke aufweist) zu besitzen. Sollte hierfür nicht genügend Betriebskapital vorhanden sein, so muss der Direktor die fehlende Summe bezahlen. Kann dieser das nicht, ist der Spieler bankrott und scheidet aus dem Spiel aus.

##### Loktypen
Auf den Karten, die in den jeweiligen Varianten die Loks darstellen, sind historische Informationen zu den jeweiligen Loks dargestellt. Die Hauptinformation ist jedoch die Lokklasse und der Loktyp. Die Lokklasse gibt an, wie viele Bahnhöfe und/oder Haltepunkte oder Hexfelder angefahren werden können.
Es gibt verschiedene Typen, in die man die Loks grob vorklassifizieren kann:
- Hexloks: Ein Lok kann die auf ihr angegebene Anzahl von Hexfeldern weit fahren.
- Schmalspurloks (2M/2T): Loks, die nur auf Schmalspurstrecken (1853) fahren können. Anzahl der Bahnhöfe, die angefahren werden können.
- Standardloks (2): Loks, die eine aufgedruckte Anzahl von Bahnhöfen/Haltepunkten anfahren können. Hier kommt es stark auf die jeweilige Regel der Varianten an, ob Haltepunkte mitgerechnet werden müssen (z. B. in 1835) oder in das Einfahrergebnis einfließen, ohne gegen das Bahnhofslimit zu zählen (z. B. 18EU).
- Plusloks (2+2): Loks, die eine aufgedruckte Anzahl von Bahnhöfen (2) plus eine Anzahl von Haltepunkten (+2) anfahren können.
- Kohlebahnen (1T/1G): Loks, die einen Sonderbahnhof (Kohlefelder/Minen) und einen oder mehrere Bahnhöfe anfahren können (z. B. 1837).
- Expressloks (6e): Loks, die in der Lage sind, auf ihrer Strecke eine Anzahl von Bahnhöfen anzufahren und andere auszulassen.
- Diesel (D): Loks, die in der Lage sind, eine unbegrenzte Anzahl Bahnhöfe anzufahren, Voraussetzung diese Bahnhöfe sind nicht geblockt.

## 18XX-Varianten
Die 18XX-Varianten unterscheiden sich innerhalb der generellen Spielmechanik an verschieden ausgeführten Details und Regeln. Dabei findet selten ein völlig neues Spielkonzept Anwendung, sondern vielmehr eine Adaption und neue Zusammensetzung bekannter Details und Regeln in anderer Konstellation.
- Startauktion: Diese kann in verschiedensten Formen durchgeführt werden. Das Ergebnis kann relevant sein für die Sitzreihenfolge (1898, 1853), muss es aber nicht.
- Privatbahnen, Kleinbahnen, Aktiengesellschaften: In verschiedenster Anzahl mit oder ohne Sonderrechte, verschiedene Sonderrechte, die den Spielablauf beeinflussen können.
- Betriebskapital der Aktiengesellschaften am Start: Volles Kapital, halbes Kapital, flexibles Kapital in Abhängigkeit von der Anzahl der verkauften Aktien
- Aktientypen: Wertigkeiten der Aktien, Unterscheidung in neue und gebrauchte Aktien (letzteres sind Aktien, die von einem Spieler am Aktienmarkt schon mal verkauft wurden).
- Aktienkurs/Startkurs: permanenter Startkurs; neue Aktien werden immer zum gleichen Preis ausgegeben, oder nur Aktienkurs
- Aktiengesellschaften als Aktionäre: Aktiengesellschaften können sogar Tochtergesellschaften gründen
- Loktypen: siehe oben.
- Fusionen: Kleinbahnen oder Aktiengesellschaften können freiwillig oder auch zwangsweise fusioniert werden.

| Name                                       | Ersch.-Jahr              | Thema                                      | Autor                                 | Veröffentlichung | Kommentar |
| ------------------------------------------ | ------------------------ | ------------------------------------------ | ------------------------------------- | --- | --- |
| 1800                                       | 2002                     | USA, Colorado                              | Antonio Leal                          | Zeitschrift „Rail Gamer“ Nr. 17                                                                                               | Zwei-Personenspiel, kleine Karte |
| 1812                                       | 2011                     | England, Nordosten                         | Ian Wilson                            | Deep Thought Games | |
| 1817                                       | 2012                     | Nordosten der Vereinigten Staaten          | Craig Bartell, Tim Flowers            | Deep Thought Games, LLC | Nordosten der Vereinigten Staaten von Amerika, mit Fokus auf die Finanztransaktionen am Aktienmarkt                                      |
| 1822                                       | 2016                     | Großbritannien                             | Simon Cutforth                        | All-Aboard Games | Golden Elephant Award 2016 |
| 1824                                       | 2005                     | Österreich-Ungarn                          | Helmut Ohley, Leonhard Orgler         | Helmut Ohley | Überarbeitung von Orglers 1837 |
| 1825 Unit 1                                | 1995                     | Großbritannien, Südengland                 | Francis Tresham                       | Hartland Trefoil, Tresham Games                                                                                               | Überarbeitung von 1829, diverse Erweiterungen verfügbar                                                                                  |
| 1825 Unit 2                                | 2000                     | Großbritannien, Midlands                   | Francis Tresham                       | Tresham Games | eigenständiges Spiel |
| 1825 Unit 3                                | 2004                     | Großbritannien, Schottland                 | Francis Tresham                       | Tresham Games | eigenständiges Spiel |
| 1826                                       | 2000                     | Frankreich/Belgien                         | David G.D. Hecht                      | Chris Lawson 2000, Deep Thought Games 2004                                                                                    | Wirtschaftsspiel |
| 1828                                       | 2003                     | Deutscher Zollverein                       | Michael Brünker                       | Michael Brünker | ähnlich 1841 |
| 1829                                       | 1974                     | Großbritannien, Südengland                 | Francis Tresham                       | Hartland Trefoil | Bauspiel, das Original, 6 Erweiterungen                                                                                                  |
| 1829 North                                 | 1981                     | Großbritannien, Nordengland und Schottland | Francis Tresham                       | Hartland Trefoil | |
| 1829 Mainline                              | 2005                     | Großbritannien, England                    | Francis Tresham                       | Tresham Games | |
| 1830                                       | 1986                     | USA, Nordosten                             | Francis Tresham, Bruce Shelley        | Avalon Hill 1986, Mayfair Games 2011, Lookout Games 2011, 999 Games 2011                                                      | Wirtschaftsspiel |
| 1830 Coalfields                            | 1995                     | USA, Nordosten                             | Alan Moon                             | Zeitschrift „Games International“ Nr. 6, Zeitschrift „The Train Gamers Gazette“ Vol. 2, Nr. 2, Zeitschrift „Rail Gamer“ Nr. 7 | Coalfield-Variante von 1830 |
| 1830 Reading                               | 1987                     | USA, Nordosten                             | Alan Moon                             | Zeitschrift „The General“ Vol. 23, Nr. 6 (Avalon Hill), Zeitschrift „The Train Gamers Gazette“ Vol. 2, Nr. 4                  | Reading-Variante von 1830 |
| 1830 Wabash                                | 1999                     | USA, Nordosten                             | Harry Wu                              | Zeitschrift „Rail Gamer“ Nr. 13                                                                                               | 1830-Variante mit zusätzlicher Bahngesellschaft Wabash Railroad                                                                          |
| 1830 Bonds                                 | 1994                     | USA, Nordosten                             | John Puddifoot                        | Zeitschrift „The Train Gamers Gazette“ Vol. 1, Nr. 3                                                                          | Bonds-Variante von 1830 |
| 1830 Pere Marquette                        | 1996                     | USA, Nordosten                             | Federico Vellani                      | Zeitschrift „The Train Gamers Gazette“ Vol. 3, Nr. 1                                                                          | 1830-Variante mit zusätzlicher Bahngesellschaft Pere Marquette                                                                           |
| 1830 Westpark-Variante                     | 1999                     | USA, Nordosten                             | Walter Sorger                         | Westpark Gamers | Variante von 1830 |
| 1830 Frankreich                            | 2010                     | Frankreich                                 | Michael Liebetanz                     | Wolfram Janich, vermutlich Neuauflage von 1832, 18FR                                                                          | Klassische 1830 Regeln und Setup transferiert auf eine Frankreich-Karte mit angepassten Aktiengesellschaften und Privaten Gesellschaften |
| 1831                                       | 1997                     | USA, Nordosten                             | Carl Burger                           | Carl Burger | Variante von 1830 |
| 1832                                       | 2006                     | USA, Südosten                              | Bill Dixon                            | Deep Thought Games | |
| 1832                                       | 1987                     | Frankreich                                 | Michael Liebetanz                     | Michael Liebetanz | Variante von 1830; Kleinauflage, 1998 als 18FR zum Download erschienen                                                                   |
| 1833NE                                     | in Planung               | USA, New England/Montreal                  | Tom Lehmann                           | GMT Games | |
| 1834                                       | 2018                     | Belgien & Luxemburg                        | John Bohrer                           | Winsome Games | |
| 1835                                       | 1990                     | Deutschland                                | Michael Meier-Bachl                   | Hans im Glück Verlag, Mayfair Games                                                                                           | Bauspiel |
| 1835 Coalfields                            | 2000                     | Deutschland                                | Harry Wu                              | Zeitschrift „Rail Gamer“ Nr. 14                                                                                               | Coalfield-Variante von 1835, Bauspiel |
| 1835 Minor Variant                         | 1994                     | Deutschland                                | Gary Norton                           | Zeitschrift „The Train Gamers Gazette“ Vol. 1, Nr. 2                                                                          | Basiert auf 1835 |
| 1837                                       | 1994                     | Österreich-Ungarn                          | Leonhard Orgler                       | Leonhard Orgler | Bauspiel mit Kohlebahnen, Vorbahnen und Privaten Gesellschaften                                                                          |
| 1838                                       | 2001                     | Deutschland, Rheinland                     | Wolfram Janich                        | Wolfram Janich | Bauspiel auf Basis von 1835 |
| 1838TL                                     | 2002                     | Deutschland, Thüringen                     | Dieter Danziger                       | Dieter Danziger | The Thuringia Link oder The Thuringia Connection                                                                                         |
| 1839                                       | 1993                     | Niederlande                                | Theo Jansma                           | | Auf Basis von 1830, siehe 18NL |
| 1839                                       | 1993                     | Niederlande                                | Paul Stouthard, Rob van Wijngaarden   | Paul Stouthard, Rob van Wijngaarden                                                                                           | Auf Basis von 1829 |
| 1841                                       | 1994                     | Italien, Nord                              | Federico Vellani, Manlio Manzini      | Federico Vellani 1994 (als 1839), Chris Lawson 1996, Deep Thought Games 2006                                                  | Extremes Aktienspiel |
| 1842                                       | 1995                     | Deutschland, Hamburg/Schleswig-Holstein    | Wolfram Janich                        | Wolfram Janich | 1835-Variante |
| 1844                                       | 2004                     | Schweiz                                    | Helmut Ohley, Peter Minder            | Helmut Ohley | Basiert auf dem 1835-System, verwendet neue Mechanismen in der Lokprogression sowie Hexloks                                              |
| 1846                                       | 2005                     | USA, Indiana/Ohio                          | Tom Lehmann                           | Deep Thought Games | |
| 1847                                       | 1996                     | Deutschland, Pfalz                         | Wolfram Janich                        | Wolfram Janich, | Basiert auf dem 1835-System |
| 1847 AE                                    | 2015                     | Deutschland, Pfalz-Rheinhessen             | Wolfram Janich                        | Wolfram Janich | Neuauflage und Erweiterung des Vorläufers 1847                                                                                           |
| 1848 Australia                             | 2007                     | Australien                                 | Helmut Ohley, Leonhard Orgler         | Helmut Ohley | basiert auf 1830-System |
| 1849                                       | 1998                     | Italien, Sizilien                          | Federico Vellani                      | Chris Lawson | hieß zuerst 1850 |
| 1850                                       | 2006                     | USA, mittlerer Westen                      | Bill Dixon                            | Deep Thought Games | |
| 1851                                       | 1998                     | USA, Kentucky/Tennessee                    | Mark Derrick, Chris Lawson            | Chris Lawson | 1851 basiert auf 18TN |
| 1853                                       | 1989                     | Indien                                     | Francis Tresham                       | Hartland Trefoil 1989, Lookout Games 2009, Mayfair Games 2009                                                                 | Bauspiel |
| 1854                                       | 2002                     | Österreich                                 | Leonhard Orgler                       | Leonhard Orgler 2002, Deep Thought Games 2005                                                                                 | Karte heutiges Österreich |
| 1856                                       | 1995                     | Kanada                                     | Bill Dixon                            | Mayfair Games | |
| 1857                                       | 2014                     | Argentinien                                | Eddie Robbins/John Bohrer             | John Bohrer, Winsome games | basiert auf 1830, benötigt Spielmaterial des Originals                                                                                   |
| 1858                                       | 2011                     | Iberische Halbinsel                        | Ian D. Wilson                         | Ian D. Wilson, web-publiziert, 1858                                                                                           | |
| 1860                                       | 2005                     | Großbritannien, Isle of Wight              | Mike Hutton                           | JKLM Games | |
| 1861                                       | 2006                     | Russland                                   | Ian D. Wilson                         | JKLM Games, Z-Man Games, Lookout Games                                                                                        | dt. „Die Eisenbahnen des Russischen Reiches“                                                                                             |
| 1862                                       | 2000                     | USA/Kanada                                 | Helmut Ohley                          | Helmut Ohley | |
| 1862 Railway Mania in the Eastern Counties | 2013                     | Ost England                                | Mike Hutton                           | Mike Hutton & Mike Roberts (LMN&B Ltd) via Kickstarter                                                                        | Die Ostküste Englands im Gründungsrausch neuer Eisenbahnen.                                                                              |
| 1865                                       | 2011                     | Sardinien                                  | Alessandro Lala                       | Gotha Games | |
| 1869 The Golden Spike                      | 1996                     | USA, Westen                                | Colin Barnhorst, Kristopher Marquardt | C&K | |
| 1869-West                                  | 2000, 2014 (2nd Edition) | USA-Westküste                              | Alan R. Moon                          | Wolfram Janich | |
| 1870                                       | 1995                     | USA, Mississippi                           | Bill Dixon                            | Mayfair Games | |
| 1873                                       | 2011                     | Deutschland, Harz                          | Klaus Kiermeier                       | Klaus Kiermeier, webpubliziert                                                                                                | Schwerpunkt liegt auf Streckenmanagement und Minenbesitz, sowie Transport der Minenprodukte                                              |
| 1876                                       | 1996                     | Trinidad                                   | Peter Jacobi                          | Chris Lawson | Als 1830- oder 1835-Variante |
| 1879                                       | 2014                     | USA-Nordwesten                             | Eddie Robbins                         | Winsome Games | Spiel nutzt Materialien des 1830-Spiels, Neuentwicklung als einfache Variante zur Einführung des 18xx-Spielprinzips an neue Spieler      |
| 1880                                       | 2010                     | China                                      | Helmut Ohley, Leonhard Orgler         | Helmut Ohley, Leonhard Orgler                                                                                                 | Das Reich der Mitte mit Einflüssen des Auslands                                                                                          |
| 1881 – Das Berliner Straßenbahnspiel       | 1990                     | Deutschland, Berlin                        | Michael Mette                         | Michael Mette | Stadtbahnen |
| 1883                                       | 2019                     | Italien, Modena, Reggio Emilia             | Manlio Manzini                        | Aleph Games | zusätzlich eine Buslinie, Ereignisse und G-Loks                                                                                          |
| 1889                                       | 2004                     | Japan, Shikoku                             | Yasutaka Ikeda                        | Wild Heaven 2004, Deep Thought Games 2005                                                                                     | Basiert auf 1830, Einsteigerspiel |
| 1893                                       | 2014                     | Cologne                                    | Edwin Eckert                          | Wolfram Janich | |
| 1895                                       | 2004                     | Namibia                                    | Adam Romoth, Helmut Ohley             | Helmut Ohley | |
| 1897                                       | 2002                     | Japan                                      | Tatsuya Kamioka                       | Tatsuya Kamioka | verschieden große Karten |
| 1898                                       | 1999                     | Frankreich                                 | Michael Brünker                       | Michael Brünker | Auf Basis von 1841, nicht historisch |
| 1899                                       | 1996                     | China                                      | Ingo Meyer, Dirk Clemens              | Chris Lawson | 1830 auf Chinalandkarte |
| 18AL                                       | 2000                     | USA, Alabama                               | Mark Derrick                          | Mark Derrick 2000, John David Galt 2002                                                                                       | Basiert auf 1830 |
| 18CZ                                       | 2017                     | Tschechien                                 | Leonhard Orgler                       | Fox in a Box | dt/en sowie tschechische Version |
| 18EC                                       | 2005                     | USA, Südosten                              | Han Heidema, Auke Stegink             | Wolfram Janich | wurde unter dem Namen 1831 entwickelt |
| 18EU                                       | 2004                     | Europa                                     | David G.D. Hecht                      | Deep Thought Games | |
| 18FR                                       | 1998                     | Frankreich                                 | Michael Liebetanz, Helmut Ohley       | Helmut Ohley | überarbeitete Version von 1832 (Frankreich)                                                                                              |
| 18FL                                       | 2006                     | USA, Florida                               | David G.D. Hecht                      | Deep Thought Games | |
| 18GA                                       | 2002                     | USA, Georgia                               | Mark Derrick                          | John David Galt | Basiert auf 1870 |
| 18GL                                       | 2006                     | USA, Great Lakes Area                      | Gary Mroczka                          | Deep Thought Games | |
| 18MEX                                      | 2005                     | Mexiko                                     | Mark Derrick                          | Deep Thought Games | |
| 18Neb                                      | 2010                     | USA, Nebraska                              | Matthew L. Campbell                   | Deep Thought Games | |
| 18NL                                       | 1999                     | Niederlande                                | Theo Jansma, Helmut Ohley             | Helmut Ohley | Basiert auf 1839 von Theo Jansma |
| 18NL                                       | 2005                     | Niederlande                                | Helmut Ohley, Wolfram Janich          | Wolfram Janich | Basiert auf 18NL von Jansma und Ohley |
| 18OE – Orientexpress                       | 2013–2014                | Europa                                     | Mark Frazier                          | Mark Frazier, Designs in creative environments                                                                                | Europa als ganzes, mit einer Anzahl von Szenarien um die Spielzeit steuern zu können.                                                    |
| 18Rhl – Rhineland                          | 2007                     | Deutschland, Rheinland                     | Wolfram Janich                        | Wolfram Janich | überarbeitete Version von 1838 |
| 18SA                                       | 2015                     | Südamerika                                 | Peter Mette                           | Wolfram Janich | |
| 18Scan                                     | 2005                     | Skandinavien                               | David G.D. Hecht                      | Deep Thought Games | |
| 18SX – Sachsen 18SX – Saxony               | 2003                     | Deutschland, Sachsen                       | Wolfram Janich                        | Wolfram Janich | hieß anfangs 1837 – Sachsen oder auch 1837SX                                                                                             |
| 18TE – Eisenbahnen im Tecklenburger Land   | 2019                     | Deutschland, Tecklenburger Land            | Herbert Harengel                      | Print & Play Edition | Einfaches Einsteiger-18xx für 2–3 Spieler in deutscher Sprache                                                                           |
| 18TN                                       | 2006                     | USA, Tennessee                             | Mark Derrick                          | Deep Thought Games | 1851 basiert auf 18TN |
| 18US                                       | 2006                     | USA                                        | David G.D. Hecht                      | Deep Thought Games | |
| 18VA                                       | 2001                     | USA, Virginia                              | David G.D. Hecht                      | Deep Thought Games 2005, Wolfram Janich                                                                                       | |
| 18West                                     | 2007                     | USA, Westen                                | David G.D. Hecht                      | Deep Thought Games | |
| 18C2C                                      | 2003                     | USA                                        | Mark Frazier                          | Mark Frazier | C2C: Coast to Coast |
| 1830 Lummerland                            |                          | Lummerland                                 | Kay-Viktor Stegemann                  | | Kleinvariante mit Jim Knopf |
| 2038                                       | 1995                     | Asteroidengürtel                           | Tom Lehmann, Jim Hlavaty              | Prism Games, TimJim Games | Nur 18xx-ähnlich |
| Powerrails                                 | 1999                     |                                            | Tom Schoeps                           | Tom Schoeps | 11 verschiedene kleinere Karten |
| Steam Over Holland                         | 2007                     | Niederlande                                | Bart van Dijk                         | Vendetta Games | hieß bei der Entwicklung 18IR – On iron roads                                                                                            |
| Ur, 1830 BC                                | 2001                     | Zweistromland                              | Jeroen Doumen, Joris Wiersinga        | Splotter Spellen | Nur 18xx-ähnlich |

## Veröffentlichungen
- Francis G. Tresham produzierte über seinen Verlag Hartland Trefoil zwischen 1974 und 1998 seine 18XX-Spiele sowie verschiedene Erweiterungen hierzu. Nach dem Verkauf von Hartland Trefoil an MicroProse 1998 gründete er Tresham Games, um neue Varianten zu veröffentlichen.
- In der US-amerikanischen Zeitschrift „Train Gamers Gazette“ erschienen zwischen 1994 (Vol. 1) bis 1998 (Vol. 5) verschiedene 18XX-Varianten.[63]
- Die von David Metheny herausgegebene US-amerikanische Zeitschrift „Rail Gamer“ enthielt mehrere 18XX-Varianten. Nr. 1 bis 15 erschienen vierteljährlich 1997 bis 2000. Die letzten Ausgaben Nr. 16 und 17 erschienen wahrscheinlich 2002.[64]
- Chris Lawson (Xris Lawson, XL Games) produzierte 1996 bis 2001 verschiedene 18XX-Varianten.[5]
- John David Galt produziert seit 2002 18AL und 18GA von Mark Derrick.[43]
- John A. Tamplin produziert seit 2004 18XX-Varianten, seit 2005 in dem von ihm und seiner Frau gegründeten Game-On-Demand-Verlag „Deep Thought Games“.[65]
- Wolfram Janich (Marflow Games) produziert seit Mitte der 1990er Jahre kleine Auflagen von 18XX-Spielen
- Helmut Ohley (Double-O Games) produziert ebenfalls verschiedene 18XX-Spiele.[66]

## Spielhilfen
Zur Erleichterung der durchaus komplexen Spielabläufe gibt es verschiedenste Hilfsmittel, die von der 18xx-Spielergemeinde in den vergangenen Jahren entwickelt worden sind.
- 18xx-Moderator von Dirk Clemens: DOS-basiertes Administrationsprogramm, Basisversion nicht mehr aktualisiert. Einsetzbar auf Windows-basierten Betriebssystemen mittels des DOS-Emulators DosBox.
- Rails: Open-Source-Java-Programm zur Administration und Play By Email.[67]
- Vassal: verschiedene Varianten sind mit eigenen Modulen supported